# 段添
段添（1915年11月5日—2005年8月8日），法學學士，越南詩人、作家，法屬印度支那時期至越南共和國時期曾擔任公務員，晚年移居加拿大，並於2005年在那裏去世。

## 生平
1915年11月5日（一說1916年9月27日），段添出生於河東省右青威村。父親段展爲阮朝同慶元年丙戌恩科舉人。
少時就讀於河內保護中學，後學習法律，於四十年代畢業於印度支那大學，取得法學學士學位。後進入公務員體系。
越南第一共和國時期，段添曾任總統府部長辦公室主任。1963年越南共和國政變後，放棄公務員工作，從事寫作和記者工作。1975年之前，段添常與《百科》、《文化》等雜誌和《政論》日報合作。六十年代曾獲全國文學獎，但「因個人原因」爲接受。
1985年，段添與家人定居加拿大。2005年8月8日，段添在加拿大去世，享壽90歲。

## 作品
- 《過去二十年：1945年至1964年每日事件》（Hai Mươi Năm Qua, Việc từng ngày 1945-1964），1966年[5]
- 《1965年每日事件》、《1966年每日事件》、《1967年每日事件》、《1968年每日事件》、《1969年每日事件》[6]

## 外部鏈接
- 段添作品 （页面存档备份，存于）